# SYM-2081
SYM-2081（化学名：(2S,4R)-2-氨基-4-甲基戊二酸，或称为4-甲基-L-谷氨酸，4-methyl-L-glutamic acid），分子式C6H11NO4，可作为卡英酸受体的选择性激动剂。